# Eptatretus nanii
Eptatretus nanii  is een soort uit de familie der slijmprikken (Myxinidae).